# Parque Saavedra

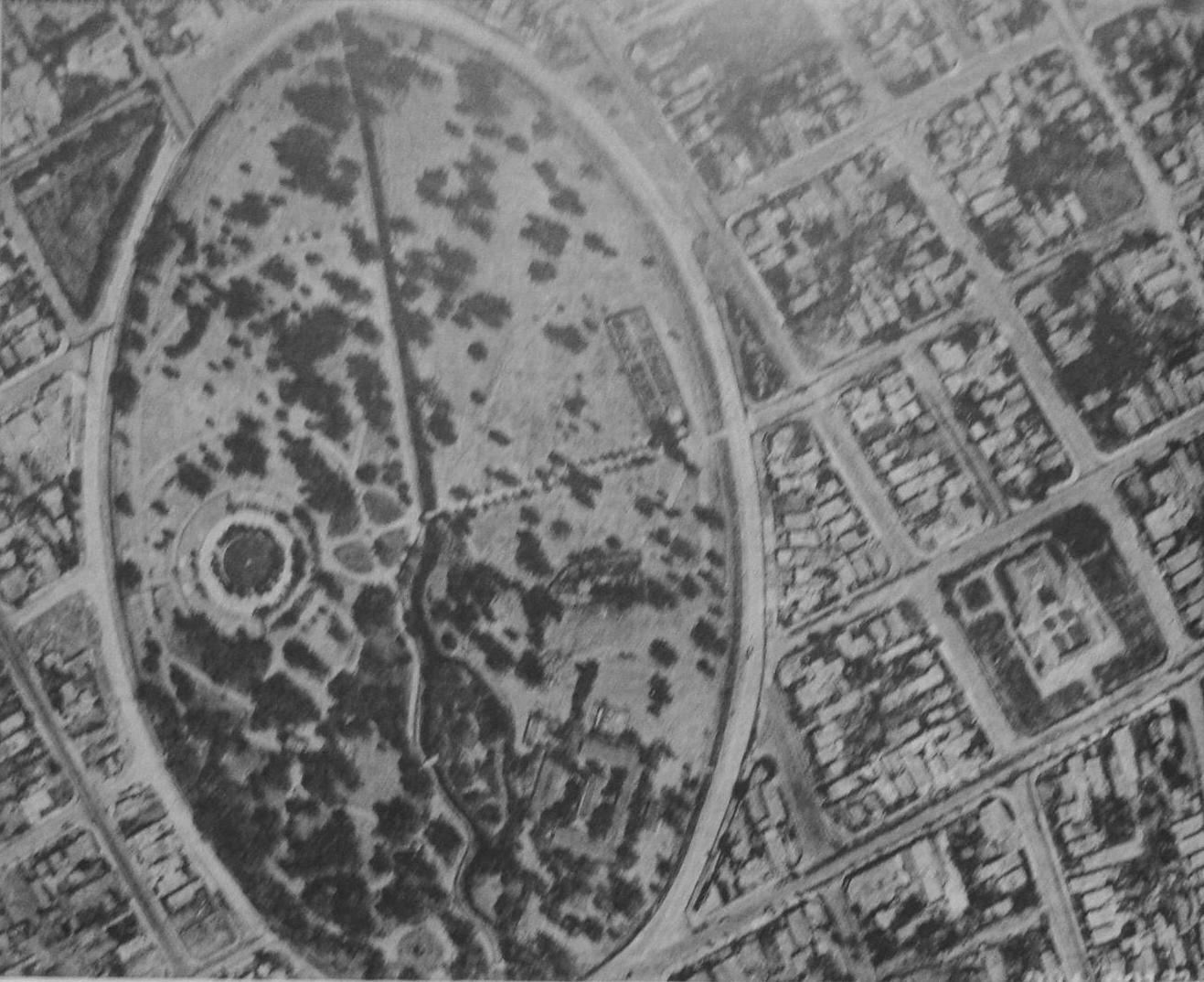
Vista aérea de 1939, mostrando la forma ovalada del parque y el arroyo Medrano a cielo abierto.

El Parque Saavedra es un tradicional parque del barrio de Saavedra en la ciudad de Buenos Aires, Argentina.

## Historia

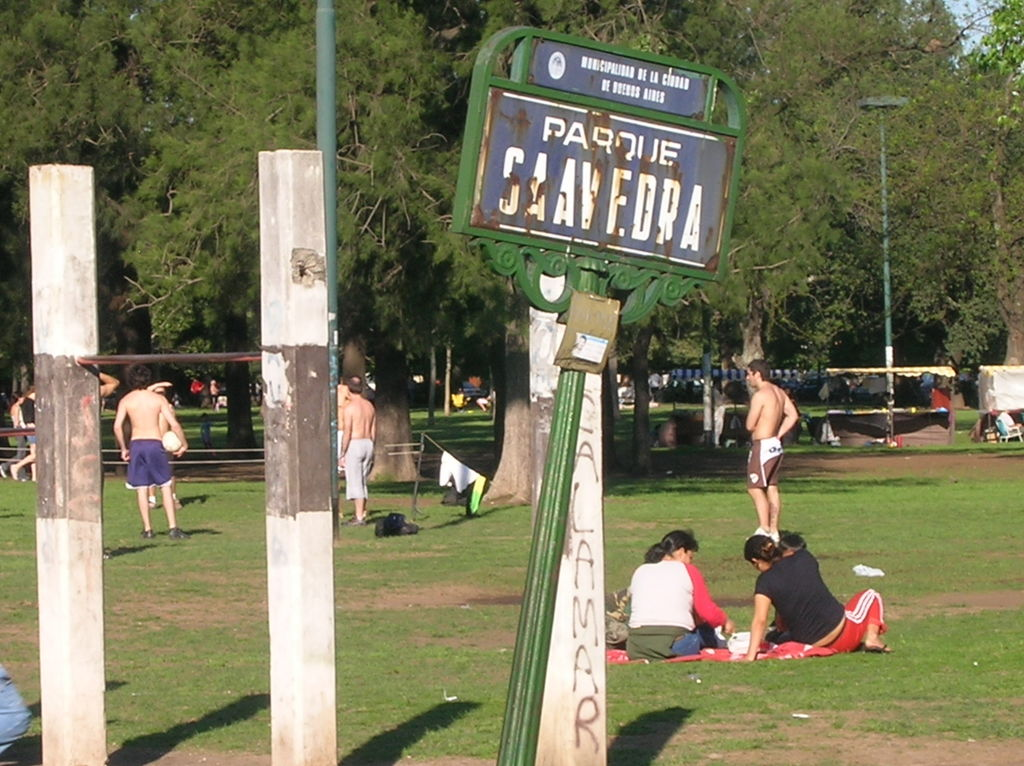
Cartel en el Parque Saavedra.

A mediados del siglo XIX, Luis María Saavedra adquirió gran cantidad de tierras en esta zona al Norte de Buenos Aires y se estableció allí en 1864. Hacia 1870 se inició la construcción de la casa que serviría de casco a la chacra y que se concluye hacia 1880. Tenía dependencias para el personal de servicio, vivienda para el mayordomo, cocheras, galpones para la cría de toros y caballos, criadero de aves y cerdos, un palomar y un lago que hasta hoy se conserva. 
Luis María Saavedra murió el 7 de enero de 1900. Pocos años después del fallecimiento de su viuda, Dámasa Zelaya de Saavedra acaecida el 23 de noviembre de 1929, el Poder Ejecutivo Nacional expropió por Ley 12.336 las tierras de la sucesión Saavedra Zelaya.
El Parque Saavedra es uno de los más antiguos de la ciudad. Fue inaugurado dos años antes que el Parque 3 de Febrero. Por aquel entonces, el paisaje era muy distinto al actual, además del lago, había un torreón colonial en su entrada y un molino holandés.
Según cuenta la historia de Saavedra, contenida en el programa Recorridos Patrimoniales de la Dirección de Patrimonio porteña, en 1890 sus canteros fueron testigos de una empresa ambiciosa: canalizar el arroyo Medrano y convertirlo en un segundo puerto de la Ciudad. 
Como parte del proyecto, en lo que hoy es el parque, se proyectó construir un hotel de los inmigrantes.
Es el segundo mayor parque del barrio de Saavedra, ya que el más grande es el parque Sarmiento, ubicado a unos 2 km al sur del parque Saavedra.

### Arroyo Medrano
El Parque fue bautizado originalmente como "Paseo del Lago" porque en aquel tiempo en su centro había un lago alimentado por el arroyo Medrano, que actualmente es un arroyo subterráneo y entubado ya que ha sido soterrado. En 1980 y 1985 se produjeron dos grandes inundaciones ocasionadas por sudestadas las cuales provocaron que el agua del arroyo alimentada por fuertes lluvias no pudiese salir al Río de la Plata ocasionando grandes inundaciones de hasta un metro y medio de profundidad.

## El Plan deJean-Claude Nicolas Forestier

### Parque Saavedra en 1924

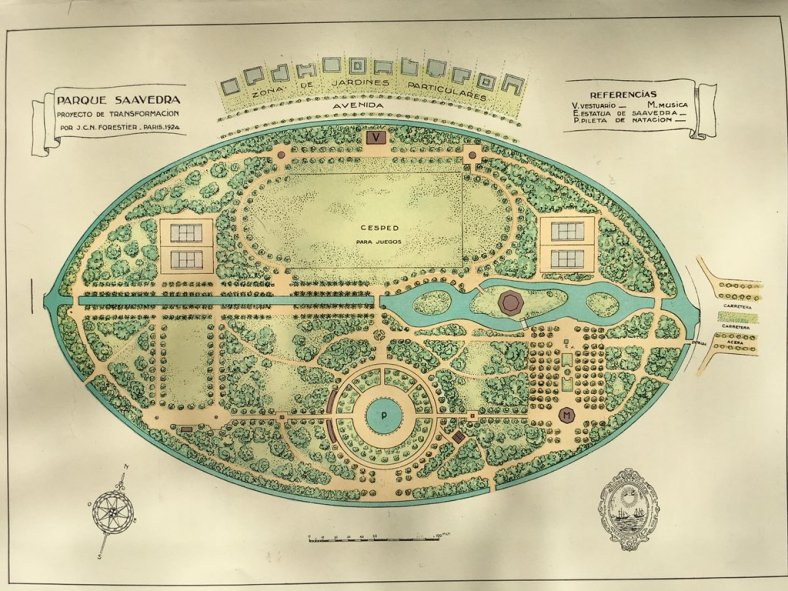
El Proyecto de Jean-Claude Nicolas Forestier

La idea de Forestier era mantener y mejorar todo este agradable recorrido pero con un nuevo diseño de sus jardines, que como a la usanza francesa serían de abundante geometría y mantendrían también cierta simetría en el delineado. Aunque el objetivo primordial ya había cambiado, debido a que los nuevos conceptos sobre el uso del parque no eran sólo para la contemplación de sus espacios sino también como lugar de recreación y actividad física para el común de la gente. Es por eso que en el proyecto se había incluido un gran sector de juegos, un importante natatorio con sus respectivos vestuarios y también se pensó en un sector de actividad física, sin olvidarse de aquellos que buscaban prácticas más sosegadas. Hasta se pensó en incluir un quiosco de música de agradables formas. Para agrandar la superficie verde del lugar se había tomado en cuenta el retiro de las viviendas linderas, dejando importantes jardines en el frente, algo así como una extensión del verde del parque en los terrenos aledaños.
 En ese contexto, mientras la epidemia de fiebre amarilla hacía estragos en las poblaciones del pueblo Boca del Riachuelo, un grupo de políticos e ingenieros ideó un plan que consistía en dragar el arroyo Medrano, que nacía en la provincia de Buenos Aires y cortaba en dos al recién fundado pueblo de Saavedra y desembocaba en el río de La Plata, para construir un puerto que pudiera recibir buques transatlánticos del tamaño de vapores hasta entonces célebres como el Perseo o el Principessa Mafalda. La idea era faraónica y revolucionaria, como todo lo que se planteaba en la época: construir en los márgenes del arroyo una verdadera Little Venice, es decir una pequeña Venecia o, para decirlo en términos más precisos, una Venezuela, con canales a cielo abierto, mercados itinerantes y hoteles que pudieran recibir a quienes venían de Europa queriendo hacerse “la América”.

## Estado actual del parque

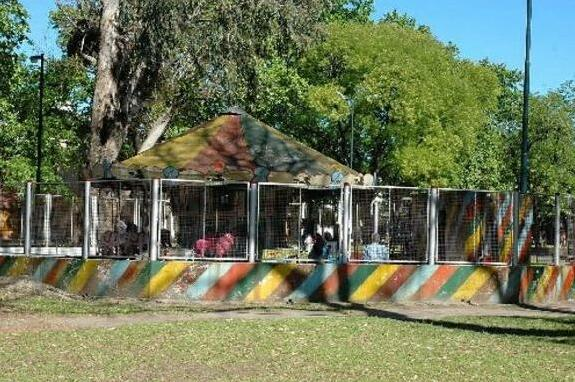
En el Parque Saavedra se encuentra una de las conocidas Calesitas de Buenos Aires.

Actualmente el Parque Saavedra posee 1,28 kilómetros de perímetro, en la superficie del parque existe un colegio estatal y un centro deportivo con una piscina y un grupo de corta palos o boyscouts.
Existe en el parque una calesita y una cancha de bochas así como un galpón utilizado para almacenar las herramientas necesarias para la limpieza y mantenimiento del parque. Desde hace unos años existe un área de juegos y se agregó una bicisenda con varios trazados dentro del parque.
A finales de la década de 1990 se inauguraron en la entrada sobre la calle Pinto dos monumentos con figuras de leones y variadas plantas.
Durante algunos años posteriores a la crisis de 2001 funcionaba una feria de venta de todo tipo de artículos, muchos de los puestos eran de vecinos de la zona, con el tiempo el número de puestos aumentó hasta llegar a cubrir casi toda la periferia del parque. En los últimos años sólo se mantiene una feria con puestos temporales (menos de 10) los días jueves (venta de carne, pescado, frutas y verdura) y los fines de semanas puestos de comercio.

## Galería de imágenes

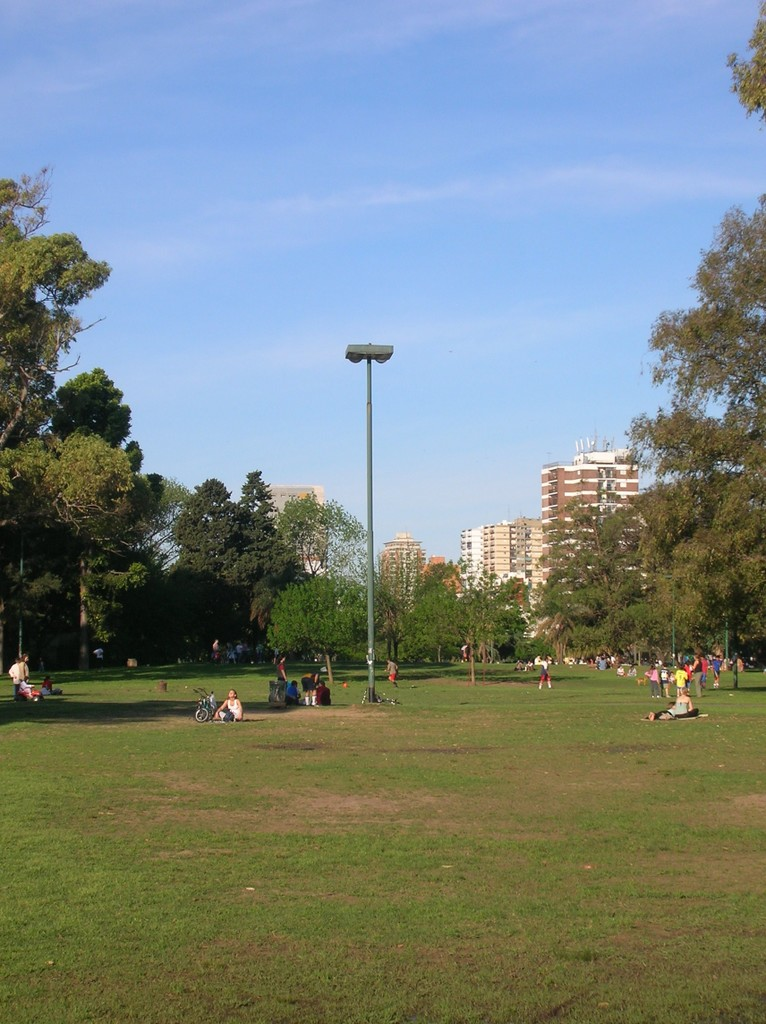
Vista del Parque Saavedra, de fondo se ven las torres de la Avenida Ruiz huidobro.
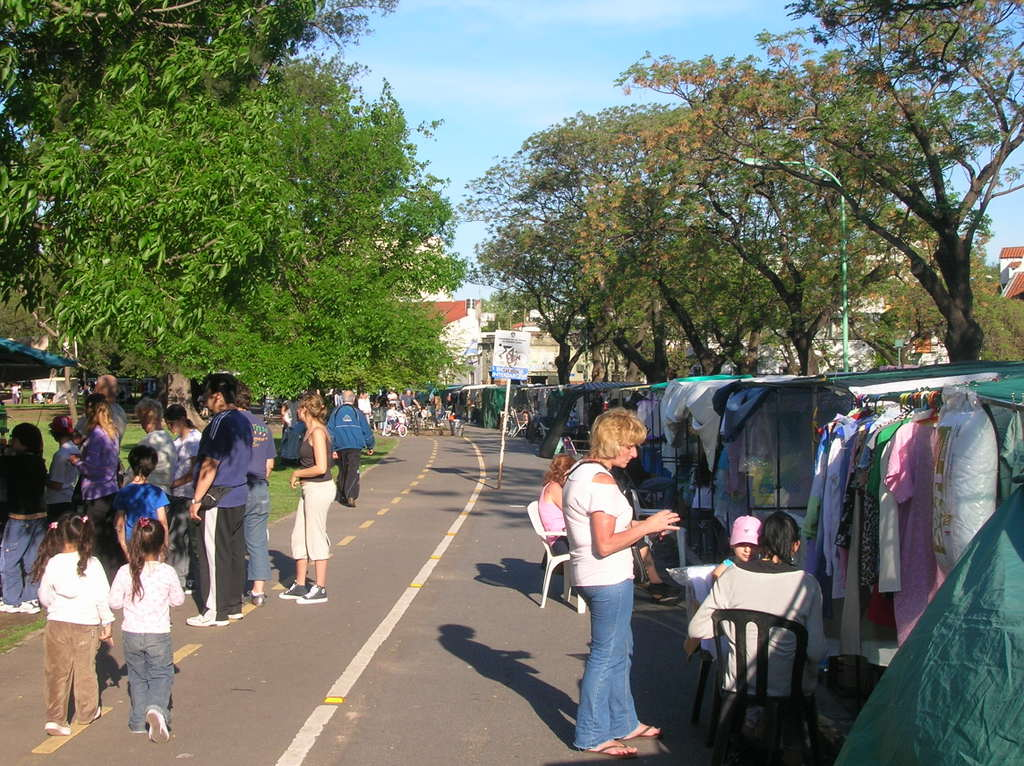
Mercado ambulante del Parque Saavedra.
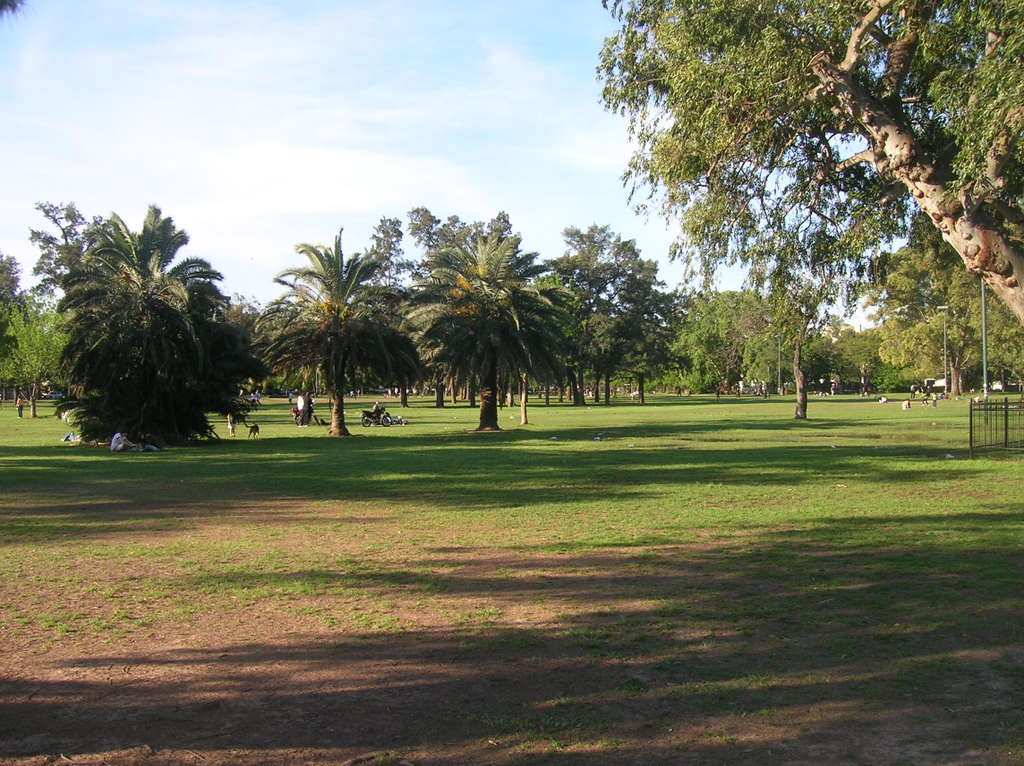
Vista de un área del Parque Saavedra.